# Рудник Біконсфілд
Рудник Біконсфілд – колишній гірничодобувний майданчик на австралійському острові Тасманія.
Ознаки алювіального золота виявили на Біконсфілді ще в 1847-му, проте справжню увагу цей район привернув лише в 1877-му, коли відкрили корінний поклад. Станом на 1881 рік тут вже працювало понад півсотні дрібних компаній, що в подальшому були поглинуті  Tasmanian Gold Mining and Quartz Crushing Company, яку в 1903-му змінила Tasmanian Gold Mining Company Ltd.
Розробку вели підземним способом, при цьому доводилось відкачувати великі обсяги води. Вже у 1979-му почалось проходження шахтних стовбурів «Hart», «Main» та «Grubb», а в 1900-х роботи велись на «Hart» та «Grubb». Глибина рудника досягнула 454 метрів.
У 1914-му копальню закрили, що пояснювалось сильним припливом підземних вод та викликаними Першою світовою війною нестачею робочої сили і дефіцитом матеріалів. Всього на цей час з початку розробки Біконсфілд вилучили 26,5 тонни золота.
В 1999 році роботи відновила компанія Beaconsfield Gold Mines Limited, що використала зневоднену шахту «Hart». Втім, проведена повноцінна розвідка рудного тіла дозволила узятись за нижні горизонти, так що у підсумку глибина рудника досягнула 1,2 кілометра. В комплексі з новою копальнею звели фабрику вилучення золота. Розробка тривала до 2012 року та дозволила отримати понад 28 тонн золота.
В 2014 – 2015 роках фабрику з вилучення золота Біконсфілд використали для переробки руди копальні Стормонт.